# Goszczynno
Goszczynno – wieś w Polsce położona w województwie łódzkim, w powiecie łęczyckim, w gminie Daszyna.
W latach 1975–1998 miejscowość administracyjnie należała do województwa płockiego. W Goszczynnie w XIX w. znaleziono monety rzymskie, a we wrześniu 1921 r. terra sigillata.